# نويل لي (رجل أعمال)
نويل لي (بالإنجليزية: Noel Lee)‏ هو شخصية أعمال أمريكي، ولد في 25 ديسمبر 1948 في سان فرانسيسكو في الولايات المتحدة.